# Перрі Родан
«Перрі Родан» (нім. Perry Rhodan) — серія науково-фантастичних романів, започаткована в 1961 році німецькими письменниками Карлом-Гербертом Шеером і Кларком Дарлтоном. Названа за іменем її головного героя — астронавта Перрі Родана. Це найбільша за кількістю творів літературна серія, на 2019 рік у ній вийшло 3000 романів, не рахуючи відгалужень. Також є найуспішнішою серію науково-фантастичних творів, які продалися накладом понад 2 млрд примірників по всьому світу. Перезавантаження, «Perry Rhodan NEO», було запущено в 2011 році і почало публікуватися англійською мовою в квітні 2021 року.

## Історія

Перрі Родан на ілюстрації Джонні Брука

Серія «Перрі Родан» з'явилася у видавництві Moewig, що випускало журнал «TERRA», в кожному номері якого публікувався окремий фантастичний роман. У 1961 році видавництво вирішило розпочати літературну серію з постійним головним героєм, який пов'язував би романи. Редактор підрозділу наукової фантастики Курт Бернхардт доручив роботу над ним письменникам Карлу-Герберту Шееру і Кларку Дарлтону. Ім'я протагоніста Дарлтон обрав, надихнувшись адвокатом Перрі Мейсоном — персонажем американських детективів, і персонажем японських фільмів — чудовиськом Роданом. Це був земний астронавт, що знаходить на Місяці іншопланетний корабель, після чого потрапляє в різноманітні пригоди на інших планетах, борючись за мир на Землі, а згодом і в галактиці. Шеер розписав сюжетні конфлікти і описав всесвіт серії. Ілюстратором романів став Джонні Брук. Тираж першого випуску серії про Перрі Родана налічував 35 тис. примірників і був швидко розкуплений. Продовження стали настільки популярними, що видавництво мусило друкувати додаткові тиражі, а щотижня випускався новий роман обсягом близько 60 сторінок. Після 50-го випуску серію було продовжено у зв'язку з її величезним комерційним успіхом. Було засновано серію-відгалуження про іншопланетянина Атлана, що отримала 850 романів. Фактично цикли, що складають цілісний сюжет і налічують по 50-100 книг кожен, і є романами в традиційному розумінні, а кожна з його складових — главами.
У 1964 році редакція розширила серію відгалуженнями, об'єднаними назвою «Планетарні романи» (Planetenromane), події яких передували книгам основної серії або відбувалися під час них. Такі книги виходили раз на місяць з 1964 по 1998 рік. З 1966 році ранні випуски серії почали перевидавати, вони отримали назву «Срібних книг», перевидання книг про Атлана — «Блакитних книг», а решта іменувалися «Зеленими книгами». Романи серії було поділено на цикли по 49-99 творів, об'єднаних центральним конфліктом. Шеера в 1991 замінив Вільям Вольтц, а потім — Ернст Влчек, Роберт Фелдхофф, Уве Антон та інші, що розвивали початкові ідеї. Теперішні автори серії — Крістіан Монтиллон і Вім Вандемаан. У 2019 році загальна кількість романів основної серії сягнула 3000. З 2011 року виходить серія-перезапуск «Перрі Родан Нео».

## Цикли романів
| №  | Надцикл                  | Назва циклу        | Оригінальна назва циклу    | Номери романів | Кількість романів | Період видання | Час дії           |
| -- | ------------------------ | ------------------ | -------------------------- | -------------- | ----------------- | -------------- | ----------------- |
| 1  | Чумацький шлях           | Третя сила         | Die Dritte Macht           | 1–49           | 49                | 1961—1962      | 1971–1984         |
| 2  | Чумацький шлях           | Атлан і Аркон      | Atlan und Arkon            | 50–99          | 50                | 1962–1963      | 2040–2045         |
| 3  | Чумацький шлях           | Посбіс             | Die Posbis                 | 100–149        | 50                | 1963–1964      | 2102–2114         |
| 4  | Чумацький шлях           | Другий Імперіум    | Das Zweite Imperium        | 150–199        | 50                | 1964–1965      | 2326–2329         |
| 5  | Інші галактики           | Володарі островів  | Die Meister der Insel      | 200–299        | 100               | 1965–1967      | 2400–2406         |
| 6  | Інші галактики           | M 87               | M 87                       | 300–399        | 100               | 1967–1969      | 2435–2437         |
| 7  | Розпад Імперіуму         | Каппіни            | Die Cappins                | 400–499        | 100               | 1969–1971      | 3430–3438         |
| 8  | Розпад Імперіуму         | Рій                | Der Schwarm                | 500–569        | 70                | 1971–1972      | 3441–3443         |
| 9  | Розпад Імперіуму         | Старші мутанти     | Die Altmutanten            | 570–599        | 30                | 1972–1973      | 3444              |
| 10 | Розпад Імперіуму         | Космічні шахи      | Das Kosmische Schachspiel  | 600–649        | 50                | 1973–1974      | 3456–3458         |
| 11 | Розпад Імперіуму         | Рада               | Das Konzil                 | 650–699        | 50                | 1974–1975      | 3459–3460         |
| 12 | Надінтелекти             | Афілія             | Die Aphilie                | 700–799        | 100               | 1975–1976      | 3580–3583         |
| 13 | Надінтелекти             | Бардіок            | Bardioc                    | 800–867        | 68                | 1976–1978      | 3583–3586         |
| 14 | Надінтелекти             | ПАН-ТАУ-РА         | PAN-THAU-RA                | 868–899        | 32                | 1978           | 3586              |
| 15 | Надінтелекти             | Космічні фортеці   | Die Kosmischen Burgen      | 900–999        | 100               | 1978–1980      | 3586–3587         |
| 16 | Моральний код            | Космічна Ганза     | Die Kosmische Hanse        | 1000–1099      | 100               | 1980–1982      | 424 НГЧ–426 НГЧ   |
| 17 | Моральний код            | Нескінченна армада | Die Endlose Armada         | 1100–1199      | 100               | 1982–1984      | 426 НГЧ–427 НГЧ   |
| 18 | Моральний код            | Хроноскам'янілості | Chronofossilien            | 1200–1299      | 100               | 1984–1986      | 427 НГЧ–430 НГЧ   |
| 19 | Моральний код            | Подорожні мереж    | Die Gänger des Netzes      | 1300–1349      | 50                | 1986–1987      | 445 НГЧ–447 НГЧ   |
| 20 | Моральний код            | Таркан             | Tarkan                     | 1350–1399      | 50                | 1987–1988      | 447 НГЧ–448 НГЧ   |
| 21 | Клітинні активатори      | Кантаро            | Die Cantaro                | 1400–1499      | 100               | 1988–1990      | 1143 НГЧ–1147 НГЧ |
| 22 | Клітинні активатори      | Рідини             | Die Linguiden              | 1500–1599      | 100               | 1990–1992      | 1169 НГЧ–1174 НГЧ |
| 23 | Велика космічна таємниця | Еннокс             | Die Ennox                  | 1600–1649      | 50                | 1992–1993      | 1200 НГЧ–1202 НГЧ |
| 24 | Велика космічна таємниця | Велика порожнеча   | Die Große Leere            | 1650–1699      | 50                | 1993–1994      | 1202 НГЧ–1216 НГЧ |
| 25 | Велика космічна таємниця | Айдіні             | Die Ayindi                 | 1700–1749      | 50                | 1994–1995      | 1216 НГЧ–1218 НГЧ |
| 26 | Велика космічна таємниця | Хамамеш            | Die Hamamesch              | 1750–1799      | 50                | 1995–1996      | 1218 НГЧ–1220 НГЧ |
| 27 | Торегон                  | Толкандер          | Die Tolkander              | 1800–1875      | 76                | 1996–1997      | 1288 НГЧ–1289 НГЧ |
| 28 | Торегон                  | Сонячні оплоти     | Die Heliotischen Bollwerke | 1876–1899      | 24                | 1997–1998      | 1289 НГЧ          |
| 29 | Торегон                  | Шостий посланець   | Der Sechste Bote           | 1900–1949      | 50                | 1998–1999      | 1289 НГЧ–1290 НГЧ |
| 30 | Торегон                  | МАТЕРІЯ            | MATERIA                    | 1950–1999      | 50                | 1999           | 1290 НГЧ–1291 НГЧ |
| 31 | Торегон                  | Сонячна резиденція | Die Solare Residenz        | 2000–2099      | 100               | 1999–2001      | 1303 НГЧ–1304 НГЧ |
| 32 | Торегон                  | Традомський рейх   | Das Reich Tradom           | 2100–2199      | 100               | 2001–2003      | 1311 НГЧ–1312 НГЧ |
| 33 | Миротворці               | Зоряний океан      | Der Sternenozean           | 2200–2299      | 100               | 2003–2005      | 1331 НГЧ–1333 НГЧ |
| 34 | Миротворці               | ТЕРРАНОВА          | TERRANOVA                  | 2300–2399      | 100               | 2005–2007      | 1344 НГЧ–1346 НГЧ |
| 35 | Миротворці               | Негасфера          | Negasphäre                 | 2400–2499      | 100               | 2007–2009      | 1346 НГЧ–1347 НГЧ |
| 36 | без назви                | Зоряний пил        | Stardust                   | 2500–2599      | 100               | 2009–2011      | 1463 НГЧ          |
| 37 | без назви                | Нейроверс          | Neuroversum                | 2600–2699      | 100               | 2011–2013      | 1469 НГЧ–1470 НГЧ |
| 38 | без назви                | Атопічний трибунал | Das Atopische Tribunal     | 2700–2799      | 100               | 2013–2015      | 1514 НГЧ-1517 НГЧ |
| 39 | без назви                | Позачасні землі    | Die Jenzeitigen Lande      | 2800–2874      | 75                | 2015–2016      | 1517 НГЧ-1519 НГЧ |
| 40 | без назви                | Зоряна крипта      | Sternengruft               | 2875–2899      | 25                | 2016–2017      | 1522 НГЧ          |
| 41 | без назви                | Походження         | Genesis                    | 2900–2999      | 100               | 2017–2018      | 1551 НГЧ          |
| 42 | без назви                | Міф                | Mythos                     | 3000–3099      | 95                | 2019–2021      | 1552 НГЧ          |
| 42 |                          | Хаотархи           | Chaotarchs                 | 3100–3199      | триває            | 2021–          |                   |

## Всесвіт «Перрі Родана»
Події циклу розгортаються на різних планетах, розташованих в Чумацькому Шляху, а потім і інших галактиках. Вони починаються в 1971 році, коли американці посилають на Місяць першу експедицію. Астронавти знаходять там корабель іншопланетян арконідів, котрий зазнав аварії. Арконіди набагато розвиненіші за людей, але їхня цивілізація, що займала сотні планет, деградувала через тягу до розваг і керується комп'ютером — Роботом-регентом. Земляни забирають іншопланетян на свою планету, де триває Холодна війна, що загрожує перерости у Третю світову війну. Разом вони формують «Третю силу», що сприяє об'єднанню земних держав за допомоги мутантів, які володіють паранормальними здібностями, та технологій арконідів. Їм вдається захистити Землю від внутрішніх ворогів і низки нападів іншопланетян. Виявляється, на Землі в давнину існувала колонія арконідів і її лідер Атлан намагається повернутися додому й відродити свою цивілізацію. Після низки конфліктів він визнає Перрі Родана єдиною надією Арконідської імперії. Родан і ще низка персонажів отримують від надінтелекту Воно пристрої — клітинні активатори, та стають завдяки їм безсмертними. Воно покладає на Перрі місію об'єднати галактику й принести в неї мир. У XXII столітті люди розробляють власний надсвітловий двигун, Родан очолює звільнення арконідів з-під влади Робота-регента і захищає народи галактики від лиходіїв. Виникає Сонячний Імперіум — держава, що з часом поширюється на понад тисячу планет, люди знайомляться з різноманітними цивілізаціями та самі розділяються на кілька видів. Перрі Родана обирають правителем, але той раз-по-раз повертається до пригод, відвідує невідомі планети, подорожує в часі та між паралельними світами.
Імперіум, однак, у IV тисячолітті стикається з ворожою цивілізацією ларенів, і Землю й Місяць переміщують до іншої зоряної системи. Випромінювання тамтешньої зорі позбавляє землян почуттів, і Перрі Родана як стійкого до випромінювання виганяють з планети. Колишній правитель подорожує галактикою, потрапляючи в різноманітні пригоди, що сприяють встановленню миру. Він зустрічає вплив Воно, що спрямовує його і впроваджує єдиний моральний кодекс для всього розумного життя. Цивілізації Чумацького шляху об'єднуються в Нову Галактику, проте Земля зникає в аномалії, а Воно потім покидає галактику.
Люди знаходять шлях у галактику Андромеди, де довідуються про лемуріанів — перших людей, які розвинулися на Землі, а потім дали початок сучасним людям, арконідам та іншим гуманоїдам. Перрі Родан відвідує інші галактики й протистоїть низці зовнішніх та внутрішніх ворогів, знаходить пригоди і в інших епохах, і в паралельних світах.

## Вплив

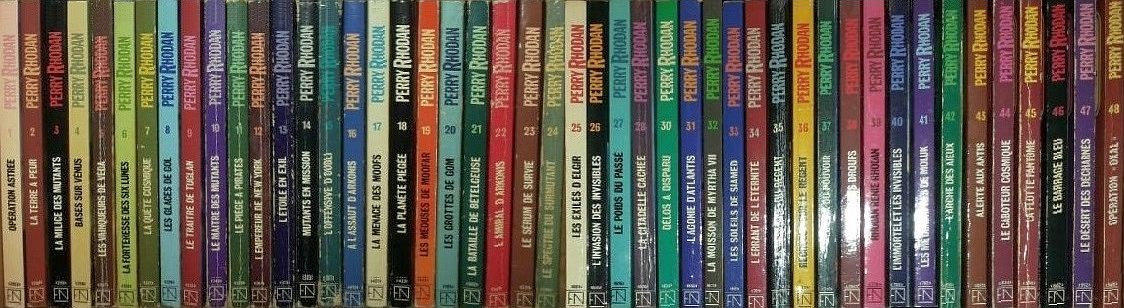
Книги про Перрі Родана

Андре Кейперс став космонавтом, надихаючись книгами про Перрі Родана, і взяв один з примірників у свій перший політ. Музичний гурт «Sensus» присвятив у 1986 році Перрі Родану пісню «Perry Rhodan … More Than A Million Lightyears From Home». «Tangerine Dream» випустили у 1996 році альбом «Perry Rhodan Pax Terra» на тему пригод Перрі Родана. «The Psychedelic Avengers» присвятили цьому персонажу в 2004 році альбом «And the Curse of the Universe». Джордж Лукас стверджував, що на його «Зоряні Війни» значною мірою вплинули твори про Перрі Родана.

## Адаптації

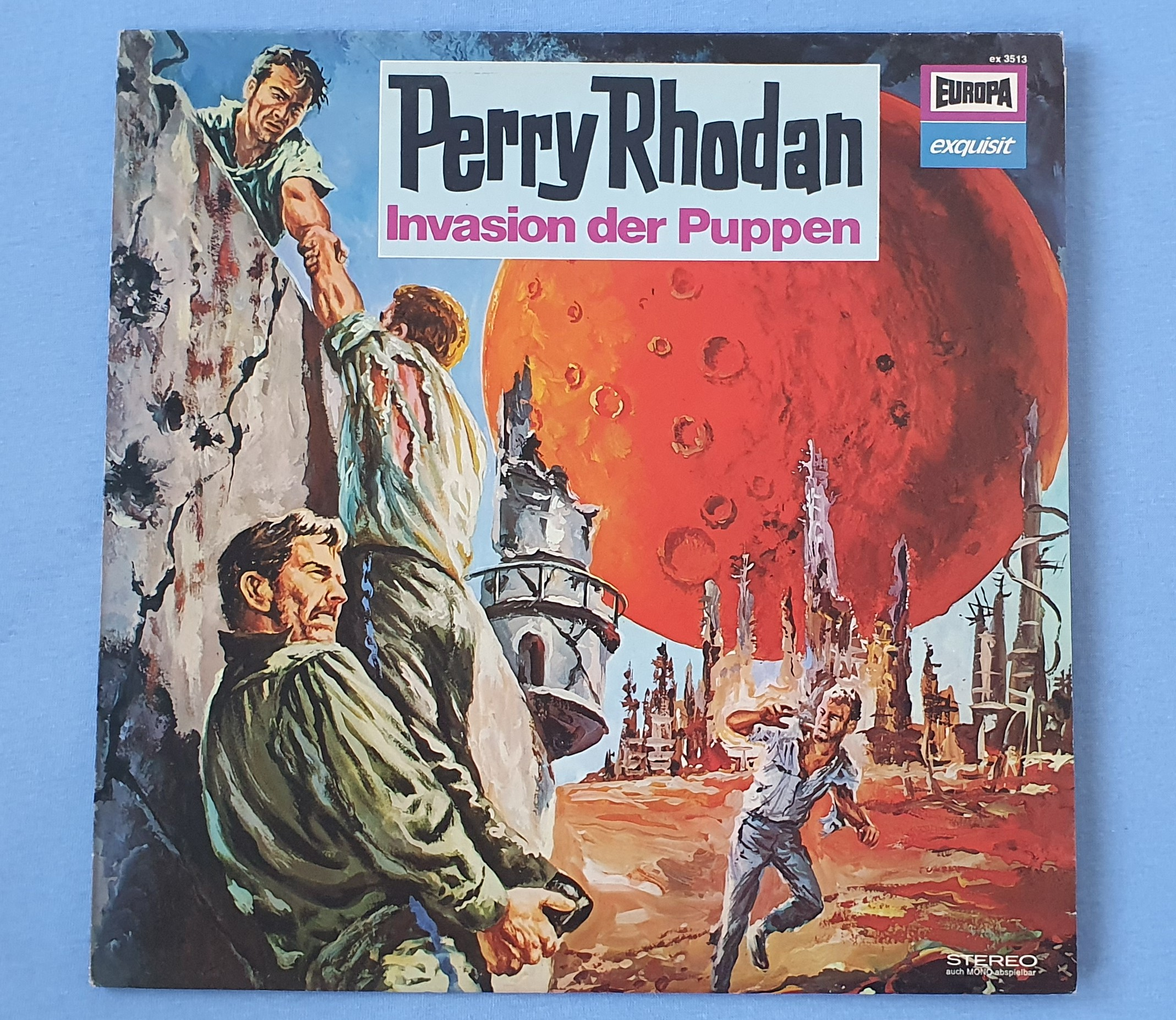
Обкладинка платівки 1970-х із науково-фантастичною радіоп’єсою «Вторгнення ляльок» за мотивами однойменного роману про Перрі Родана

### Фільми
- Місія «Зоряний пил» (1967)[14]

### Настільні ігри
- Das Perry Rhodan Spiel: Operation Wega (1986)
- Perry Rhodan Simulation (1990)
- Perry Rhodan Sammelkartenspiel (1996)
- Perry Rhodan Simulation (1990)
- Perry Rhodan: The Cosmic League (2007)
- Monopoly: Perry Rhodan (2008)[15]

### Відеоігри
- Cosmic Town (1982, Atari)
- Laser Base (1982, Atari)
- Fire Birds (1982, Atari)
- Meteor Defense (1982, Atari)
- Alien's Return (1982, Atari)
- Operation Eastside (1998, Windows)
- THOREGON — Brücke in die Unendlichkeit (1998, Windows)
- THOREGON 2 — Die verbotene Stadt (1998, Windows)
- Perry Rhodan: Gefahr für Sekmar I (2005, мобільні телефони)
- Perry Rhodan — The Adventure (2008, Windows)
- Perry Rhodan — Kampf um Terra (2013, Windows, MacOS, iOS, Android)
- PERRY RHODAN: Der Jahrmillionen-Feind (2015, iOS, Android)[16]